# Glyptoplax smithii
Glyptoplax smithii är en kräftdjursart som beskrevs av Alphonse Milne-Edwards 1880. Glyptoplax smithii ingår i släktet Glyptoplax och familjen Panopeidae. Inga underarter finns listade i Catalogue of Life.